# نادي فولتا ريدوندا
نادي فولتا ريدوندا لكرة القدم (بالبرتغالية: Volta Redonda Futebol Clube‏) يشار إليه عادة باسم فولتا ريدوندا ، هو نادي برازيلي محترف مقرّه في فولتا ريدوندا، ريو دي جانيرو، تأسس في 9 فبراير 1976. سيتنافس في دوري الدرجة الثانية البرازيلي في عام 2025. أيضًا يتنافس في بطولة كاريوكا، وهي أعلى درجة في دوري ولاية ريو دي جانيرو لكرة القدم.